# 清水一美
清水 一美（しみず かずみ、1962年12月20日 - ）は、日本の元女子バスケットボール選手である。東京都出身。
全日本メンバーとして1983年の世界選手権に出場した。